# Tung Chung

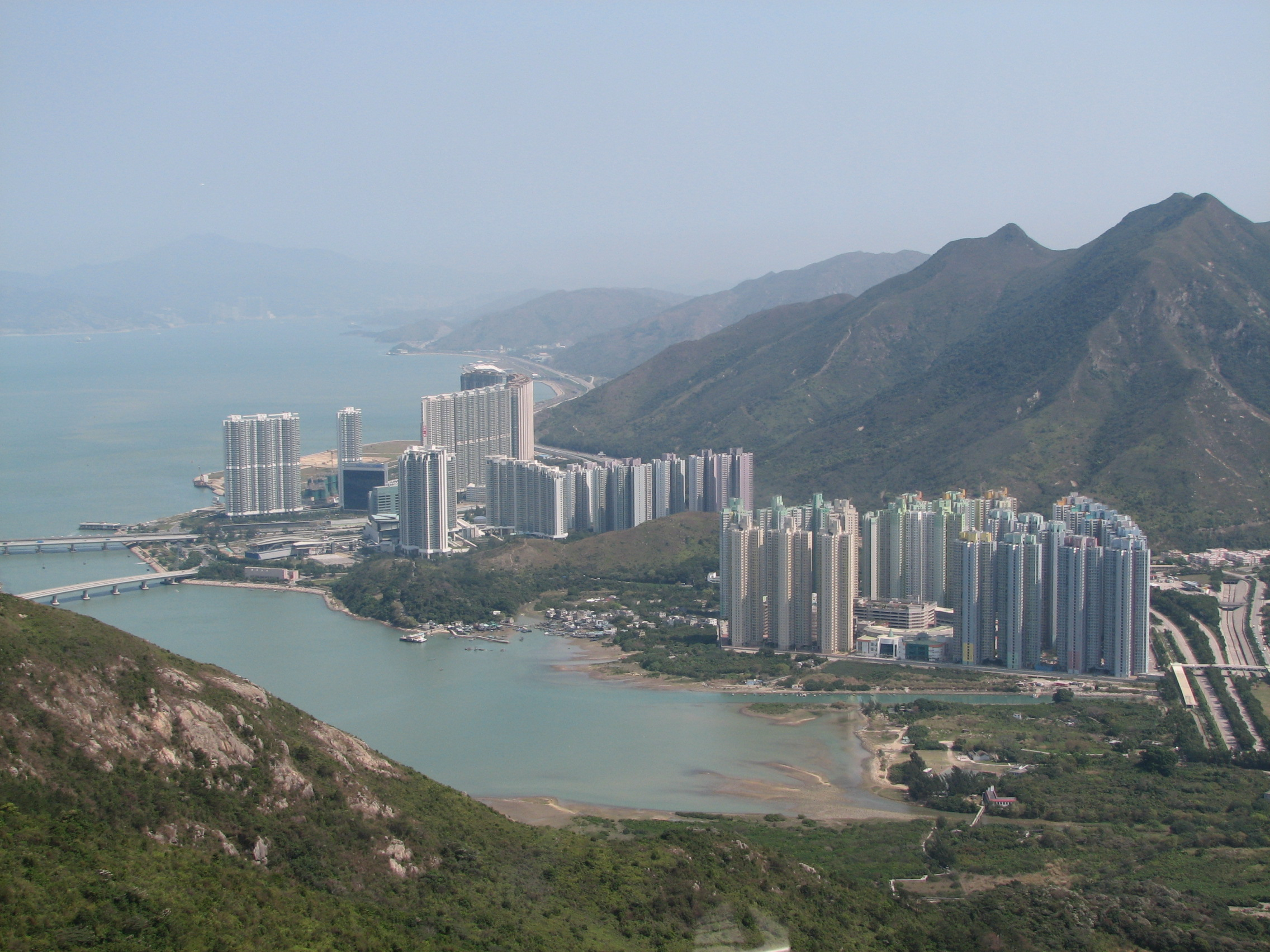
Widok na Tung Chung z kolejki linowej Ngong Ping 360.

Tung Chung (chiń. upr. 东涌; chiń. trad. 東涌; pinyin Dōngchōng; jyutping dung1 cung1) - miasto w północnej części wyspy Lantau w Hongkongu. Do niedawna było to miasto o charakterze wiejskim, jednak po wybudowaniu portu lotniczego Hongkong nastąpiła zmiana jego charakteru jako typ nowego miasta. 
W miejscowości znajduje się stacja początkowa kolei linowej Ngong Ping 360.